# Liste der Baudenkmale in Sibbesse
In der Liste der Baudenkmale in Sibbesse sind alle Baudenkmale der niedersächsischen Gemeinde Sibbesse aufgelistet. Die Quelle der  Baudenkmale ist der Denkmalatlas Niedersachsen. Der Stand der Liste ist der 25. Juli 2020.

## Allgemein
In den Spalten befinden sich folgende Informationen:
- Lage: die Adresse des Baudenkmales und die geographischen Koordinaten. Kartenansicht, um Koordinaten zu setzen. In der Kartenansicht sind Baudenkmale ohne Koordinaten mit einem roten Marker dargestellt und können in der Karte gesetzt werden. Baudenkmale ohne Bild sind mit einem blauen Marker gekennzeichnet, Baudenkmale mit Bild mit einem grünen Marker.
- Bezeichnung: Bezeichnung des Baudenkmales
- Beschreibung: die Beschreibung des Baudenkmales. Unter § 3 Abs. 2 NDSchG werden Einzeldenkmale und unter § 3 Abs. 3 NDSchG Gruppen baulicher Anlagen und deren Bestandteile ausgewiesen.
- ID: die Objekt-ID des Baudenkmales
- Bild: ein Bild des Baudenkmales, ggf. zusätzlich mit einem Link zu weiteren Fotos des Baudenkmals im Medienarchiv Wikimedia Commons. Wenn man auf das Kamerasymbol klickt, können Fotos zu Baudenkmalen aus dieser Liste hochgeladen werden:

## Sibbesse

### Gruppe: Kirche, Kirchstraße
Die Gruppe „Kirche, Kirchstraße“ hat die ID 34458898.

| Lage                                    | Bezeichnung | Beschreibung | ID       | Bild           |
| --------------------------------------- | ----------- | --- | -------- | -------------- |
| Kirchstraße 4 52° 3′ 16″ N, 9° 54′ 3″ O | Kirche      | Die evangelische Kirche St. Nikolai wurde von 1734 bis 1737 erbaut. Es ist ein barocker Saalbau aus Bruchstein, diese Mauerwerk wurde verputzt. Der Westturm ist möglicherweise aus dem 12. Jahrhundert, der spitze achteckige Turmhelm stammt aus dem 18. Jahrhundert. Im Inneren befindet sich eine Voutendecke mit Malereien aus dem Jahr 1755. Der Kanzelaltar stammt aus dem Jahr 1737, 1893 wurde er so zusammengesetzt, wie er heute in der Kirche steht. Der Taufengel ist aus dem gleichen Jahr, das Taufbecken wird datiert in das Jahr 1607. | 34538612 | Weitere Bilder |
| Kirchstraße 52° 3′ 17″ N, 9° 54′ 2″ O   | Kirchhof    | | 34538874 | BW             |

### Gruppe: Hofanlage, Kurze Halbe 32
Die Gruppe „Hofanlage, Kurze Halbe 32“ hat die ID 34458913.

| Lage                                      | Bezeichnung   | Beschreibung | ID       | Bild |
| ----------------------------------------- | ------------- | ------------ | -------- | ---- |
| Kurze Halbe 32 52° 3′ 18″ N, 9° 53′ 51″ O | Wohnhaus      |              | 34538967 | BW   |
| Kurze Halbe 32 52° 3′ 18″ N, 9° 53′ 52″ O | Scheunenanbau |              | 34538989 | BW   |
| Kurze Halbe 32 52° 3′ 18″ N, 9° 53′ 51″ O | Nebengebäude  |              | 34538697 | BW   |
| Kurze Halbe 32 52° 3′ 17″ N, 9° 53′ 51″ O | Stall         |              | 34539011 | BW   |
| Kurze Halbe 32 52° 3′ 17″ N, 9° 53′ 50″ O | Werkstatt     |              | 34539033 | BW   |
| Kurze Halbe 32 52° 3′ 18″ N, 9° 53′ 50″ O | Nebengebäude  |              | 4538697  | BW   |
| Kurze Halbe 32 52° 3′ 18″ N, 9° 53′ 50″ O | Nebengebäude  |              | 34538697 | BW   |

### Einzeldenkmale
| Lage                                      | Bezeichnung              | Beschreibung | ID       | Bild |
| ----------------------------------------- | ------------------------ | ------------ | -------- | ---- |
| Kirchstraße 7 52° 3′ 14″ N, 9° 54′ 4″ O   | Schulhaus                |              | 34538636 | BW   |
| Kurze Halbe 28 52° 3′ 19″ N, 9° 53′ 53″ O | Wohn-/Wirtschaftsgebäude |              | 34538677 | BW   |
| Lange Halbe 12 52° 3′ 9″ N, 9° 53′ 58″ O  | Wohn-/Geschäftshaus      |              | 34538739 | BW   |
| Lange Halbe 2A 52° 3′ 11″ N, 9° 54′ 5″ O  | Wohnhaus                 |              | 34538719 | BW   |

## Adenstedt

### Gruppe: Kirche und Schule Heerstraße
Die Gruppe „Kirche und Schule Heerstraße“ hat die ID 34454603.

| Lage                                    | Bezeichnung | Beschreibung | ID       | Bild           |
| --------------------------------------- | ----------- | ------------ | -------- | -------------- |
| Heerstraße 51° 59′ 55″ N, 9° 56′ 1″ O   | Kirche      |              | 34460507 | Weitere Bilder |
| Am Thie 5 51° 59′ 56″ N, 9° 56′ 3″ O    | Schule      |              | 34460461 | BW             |
| Heerstraße 8 51° 59′ 53″ N, 9° 56′ 2″ O | Pfarrhaus   |              | 34460530 | BW             |

### Gruppe: Gutsanlage, Am Thie  18
Die Gruppe „Kirche und Schule Heerstraße“ hat die ID 34454603.

| Lage                                    | Bezeichnung | Beschreibung | ID       | Bild |
| --------------------------------------- | ----------- | ------------ | -------- | ---- |
| Am Thie 18 A 51° 59′ 56″ N, 9° 56′ 0″ O | Wohnhaus    |              | 34460483 | BW   |

### Gruppe: Hofanlage Alfelder Straße 10
Die Gruppe „Hofanlage Alfelder Straße 10“ hat die ID 34454589.

| Lage                                           | Bezeichnung        | Beschreibung | ID       | Bild |
| ---------------------------------------------- | ------------------ | ------------ | -------- | ---- |
| Alfelder Straße 10 51° 59′ 58″ N, 9° 56′ 17″ O | Wirtschaftsgebäude |              | 34460899 | BW   |
| Alfelder Straße 10 51° 59′ 58″ N, 9° 56′ 17″ O | Wirtschaftsgebäude |              | 34460921 | BW   |
| Alfelder Straße 10 51° 59′ 58″ N, 9° 56′ 18″ O | Wohnhaus           |              | 34460877 | BW   |

### Einzeldenkmale
| Lage                                    | Bezeichnung              | Beschreibung                                                 | ID       | Bild |
| --------------------------------------- | ------------------------ | ------------------------------------------------------------ | -------- | ---- |
| Mittelweg 3 51° 59′ 57″ N, 9° 56′ 14″ O | Wohn-/Wirtschaftsgebäude |                                                              | 34460553 | BW   |
| Heerstraße 51° 59′ 47″ N, 9° 56′ 4″ O   | Grabmal                  | Das Grabmal der Familie Löhr befindet sich auf dem Friedhof. | 36690598 | BW   |

## Almstedt

### Gruppe: Gutsanlage, Butterberg 15/17
Die Gruppe „Gutsanlage, Butterberg 15/17“ hat die ID 34454821.

| Lage                                     | Bezeichnung         | Beschreibung | ID       | Bild |
| ---------------------------------------- | ------------------- | ------------ | -------- | ---- |
| Butterberg 15 52° 1′ 49″ N, 9° 57′ 57″ O | Wohnhaus            |              | 4464516  | BW   |
| Butterberg 15 52° 1′ 50″ N, 9° 57′ 58″ O | Nebengebäude        |              | 34464560 | BW   |
| Butterberg 15 52° 1′ 51″ N, 9° 57′ 57″ O | Scheune/Pferdestall |              | 34464538 | BW   |
| Butterberg 52° 1′ 51″ N, 9° 57′ 59″ O    | Brücke              |              | 34463858 | BW   |

### Einzelbaudenkmale
| Lage                                       | Bezeichnung              | Beschreibung          | ID       | Bild           |
| ------------------------------------------ | ------------------------ | --------------------- | -------- | -------------- |
| Grafelder Weg 2 52° 1′ 59″ N, 9° 57′ 24″ O | Mühle                    |                       | 34463902 | BW             |
| Kuerlingsweg 52° 1′ 57″ N, 9° 58′ 3″ O     | Eisenbahnbrücke          |                       | 34464345 | BW             |
| Hauptstraße 52° 1′ 53″ N, 9° 58′ 10″ O     | Eisenbahnbrücke          |                       | 34464320 | BW             |
| 52° 1′ 48″ N, 9° 58′ 20″ O                 | Eisenbahnbrücke          | Almebrücke            | 34464296 | BW             |
| Kirchstraße 2 52° 1′ 57″ N, 9° 57′ 47″ O   | Kirche                   | Ev. Kirche St. Moritz | 34463923 | Weitere Bilder |
| Kirchstraße 2 52° 1′ 57″ N, 9° 57′ 48″ O   | Umfassungsmauer          |                       | 34464447 | BW             |
| Heerbrink 7 52° 1′ 57″ N, 9° 57′ 48″ O     | Waschhaus                |                       | 41539293 | BW             |
| Heerbrink 7 52° 1′ 58″ N, 9° 57′ 47″ O     | Wohn-/Wirtschaftsgebäude |                       | 34463945 | BW             |

## Eberholzen

### Gruppe: Kirchenanlage, Mühle, Hauptstraße
Die Gruppe „Rathausstraße 1, zusammen mit Kirche“ hat die ID 34455940.

| Lage                                     | Bezeichnung              | Beschreibung | ID       | Bild |
| ---------------------------------------- | ------------------------ | ------------ | -------- | ---- |
| Hauptstraße 52° 3′ 10″ N, 9° 51′ 7″ O    | Kirche                   |              | 34496095 |      |
| Hauptstraße 52° 3′ 11″ N, 9° 51′ 7″ O    | Kirchplatz               |              | 34496118 | BW   |
| Hauptstraße 52° 3′ 11″ N, 9° 51′ 8″ O    | Kriegerdenkmal           |              | 34496140 | BW   |
| Seestraße 4 52° 3′ 9″ N, 9° 51′ 8″ O     | Schule                   |              | 34495877 | BW   |
| Kirchweg 2 52° 3′ 9″ N, 9° 51′ 5″ O      | Wohn-/Wirtschaftsgebäude |              | 34495723 | BW   |
| Kirchweg 4 52° 3′ 11″ N, 9° 51′ 5″ O     | Wohnhaus                 |              | 34495745 | BW   |
| Kirchweg 4 52° 3′ 11″ N, 9° 51′ 5″ O     | Wirtschaftsgebäude       |              | 34495767 | BW   |
| Hauptstraße 25 52° 3′ 12″ N, 9° 51′ 5″ O | Wohnhaus                 |              | 34496185 | BW   |
| Hauptstraße 27 52° 3′ 12″ N, 9° 51′ 4″ O | Wohnhaus                 |              | 34496253 | BW   |
| Hauptstraße 52° 3′ 13″ N, 9° 51′ 4″ O    | Brücke                   |              | 34496163 | BW   |
| Hauptstraße 29 52° 3′ 12″ N, 9° 51′ 2″ O | Wohn-/Wirtschaftsgebäude |              | 34496297 | BW   |
| Hauptstraße 28 52° 3′ 14″ N, 9° 51′ 3″ O | Wassermühle              |              | 34496275 | BW   |

### Gruppe: Ehemalige Schmiede, Wohnhaus, Schmiedestraße
Die Gruppe „Ehemalige Schmiede, Wohnhaus, Schmiedestraße“ hat die ID 34455954.

| Lage                                       | Bezeichnung | Beschreibung | ID       | Bild |
| ------------------------------------------ | ----------- | ------------ | -------- | ---- |
| Schmiedestraße 6 52° 3′ 16″ N, 9° 51′ 8″ O | Wohnhaus    |              | 34495811 | BW   |
| Schmiedestraße 6 52° 3′ 16″ N, 9° 51′ 8″ O | Scheune     |              | 34495833 | BW   |

### Gruppe: Hofanlage, Dammstraße
Die Gruppe „Hofanlage, Dammstraße“ hat die ID 34455898.

| Lage                                       | Bezeichnung | Beschreibung | ID       | Bild |
| ------------------------------------------ | ----------- | ------------ | -------- | ---- |
| Dammstraße 2 52° 3′ 15″ N, 9° 51′ 11″ O    | Wohnhaus    |              | 34495943 | BW   |
| Dammstraße 2 52° 3′ 16″ N, 9° 51′ 12″ O    | Scheune     |              | 34495965 | BW   |
| Wendernstraße 1 52° 3′ 17″ N, 9° 51′ 13″ O | Schule      |              | 34495899 | BW   |
| Wendernstraße 3 52° 3′ 17″ N, 9° 51′ 14″ O | Scheune     |              | 34495921 | BW   |

### Gruppe: Hofanlage, Dammstraße 27
Die Gruppe „Hofanlage, Dammstraße 27“ hat die ID 34455912.

| Lage                                     | Bezeichnung | Beschreibung | ID       | Bild |
| ---------------------------------------- | ----------- | ------------ | -------- | ---- |
| Dammstraße 27 52° 3′ 23″ N, 9° 51′ 15″ O | Wohnhaus    |              | 34495987 | BW   |
| Dammstraße 27 52° 3′ 22″ N, 9° 51′ 15″ O | Scheune     |              | 34496009 | BW   |

### Gruppe: Hofanlage, Dammstraße 39
Die Gruppe „Hofanlage, Dammstraße 39“ hat die ID 34455926.

| Lage                                     | Bezeichnung              | Beschreibung | ID       | Bild |
| ---------------------------------------- | ------------------------ | ------------ | -------- | ---- |
| Dammstraße 39 52° 3′ 29″ N, 9° 51′ 20″ O | Wohn-/Wirtschaftsgebäude |              | 34496031 | BW   |
| Dammstraße 39 52° 3′ 29″ N, 9° 51′ 21″ O | Scheune                  |              | 34496053 | BW   |

### Einzelbaudenkmale
| Lage                                     | Bezeichnung | Beschreibung | ID       | Bild |
| ---------------------------------------- | ----------- | ------------ | -------- | ---- |
| Försterstraße 2 52° 3′ 8″ N, 9° 51′ 9″ O | Wohnhaus    |              | 34496075 | BW   |

## Grafelde

### Gruppe: Kirche und Kirchhof, Kirchbrink 2
Die Gruppe „Kirche und Kirchhof, Kirchbrink 2“ hat die ID 34454631.

| Lage                                    | Bezeichnung | Beschreibung | ID       | Bild |
| --------------------------------------- | ----------- | ------------ | -------- | ---- |
| Kirchbrink 2 52° 1′ 28″ N, 9° 55′ 23″ O | Kirche      |              | 34460573 | BW   |

## Hönze

### Einzelbaudenkmale
| Lage                                       | Bezeichnung     | Beschreibung | ID       | Bild           |
| ------------------------------------------ | --------------- | ------------ | -------- | -------------- |
| An der Kapelle 1 52° 4′ 5″ N, 9° 52′ 38″ O | Kapelle         |              | 34538465 | Weitere Bilder |
| An der Bahn 52° 4′ 0″ N, 9° 52′ 32″ O      | Eisenbahnbrücke |              | 34538824 | BW             |

## Möllensen

### Gruppe: Ev. Kapelle, Mittelstraße
Die Gruppe „Ev. Kapelle, Mittelstraße“ hat die ID 34458927.

| Lage                                      | Bezeichnung | Beschreibung   | ID       | Bild |
| ----------------------------------------- | ----------- | -------------- | -------- | ---- |
| Mittelstraße 5 52° 3′ 56″ N, 9° 53′ 24″ O | Kapelle     | Ev., St. Lucia | 34538486 | BW   |
| Mittelstraße 5 52° 3′ 56″ N, 9° 53′ 24″ O | Kirchhof    |                | 34538849 | BW   |

### Einzelbaudenkmale
| Lage                                      | Bezeichnung   | Beschreibung | ID       | Bild |
| ----------------------------------------- | ------------- | ------------ | -------- | ---- |
| Mittelstraße 52° 3′ 57″ N, 9° 53′ 24″ O   | Brücke        |              | 34538510 | BW   |
| Mittelstraße 6 52° 3′ 57″ N, 9° 53′ 23″ O | Pfarrhaus     |              | 34538530 | BW   |
| Steinstraße 1 52° 3′ 54″ N, 9° 53′ 27″ O  | Backhaus      |              | 34538550 | BW   |
| Kampstraße 52° 3′ 53″ N, 9° 53′ 18″ O     | Straßenbrücke |              | 34538759 | BW   |

## Petze

### Einzeldenkmale
| Lage                                       | Bezeichnung | Beschreibung | ID       | Bild |
| ------------------------------------------ | ----------- | ------------ | -------- | ---- |
| An der Kirche 1 52° 3′ 18″ N, 9° 55′ 52″ O | Kirche      |              | 34538570 | BW   |
| An der Kirche 52° 3′ 18″ N, 9° 55′ 51″ O   | Kirchhof    |              | 34538591 | BW   |

## Segeste

### Gruppe: Hofanlagen Im Dorfe
Die Gruppe „Hofanlagen Im Dorfe“ hat die ID 34454850.

| Lage                                  | Bezeichnung              | Beschreibung | ID       | Bild |
| ------------------------------------- | ------------------------ | ------------ | -------- | ---- |
| Im Dorfe 13 52° 2′ 9″ N, 9° 56′ 40″ O | Wohn-/Wirtschaftsgebäude |              | 34464041 | BW   |
| Im Dorfe 15 52° 2′ 8″ N, 9° 56′ 37″ O | Scheune                  |              | 34464196 | BW   |
| Im Dorfe 15 52° 2′ 8″ N, 9° 56′ 36″ O | Stallscheune             |              | 34464221 | BW   |
| Im Dorfe 15 52° 2′ 8″ N, 9° 56′ 36″ O | Wohnhaus                 |              | 34464093 | BW   |
| Im Dorfe 17 52° 2′ 9″ N, 9° 56′ 35″ O | Wohnhaus                 |              | 34464120 | BW   |
| Im Dorfe 17 52° 2′ 8″ N, 9° 56′ 34″ O | Scheune                  |              | 34464246 | BW   |
| Im Dorfe 19 52° 2′ 8″ N, 9° 56′ 33″ O | Scheune                  |              | 34464271 | BW   |
| Im Dorfe 14 52° 2′ 9″ N, 9° 56′ 34″ O | Wohnhaus                 |              | 34464068 | BW   |
| Im Dorfe 16 52° 2′ 9″ N, 9° 56′ 33″ O | Baum                     |              | 34464492 | BW   |
| Im Dorfe 16 52° 2′ 9″ N, 9° 56′ 32″ O | Wohnhaus                 |              | 34464168 | BW   |

### Gruppe: Mühlenanlage Segestermühle, Bahnhofstraße 10
Die Gruppe „Mühlenanlage Segestermühle, Bahnhofstraße 10“ hat die ID 4454836.

| Lage                                       | Bezeichnung | Beschreibung  | ID       | Bild |
| ------------------------------------------ | ----------- | ------------- | -------- | ---- |
| Bahnhofstraße 10 52° 2′ 6″ N, 9° 57′ 9″ O  | Mühle       | Segestermühle | 34463966 | BW   |
| Bahnhofstraße 10 52° 2′ 5″ N, 9° 57′ 9″ O  | Stallanbau  | Segestermühle | 41540337 | BW   |
| Bahnhofstraße 10 52° 2′ 5″ N, 9° 57′ 10″ O | Scheune     | Segestermühle | 41539793 | BW   |

### Einzelbaudenkmale
| Lage                                | Bezeichnung     | Beschreibung             | ID       | Bild |
| ----------------------------------- | --------------- | ------------------------ | -------- | ---- |
| 52° 2′ 28″ N, 9° 56′ 29″ O          | Eisenbahnbrücke |                          | 34464394 | BW   |
| Unterdorf 52° 2′ 8″ N, 9° 56′ 43″ O | Kirche          |                          | 34464147 | BW   |
| Im Dorfe 52° 2′ 8″ N, 9° 56′ 30″ O  | Spritzenhaus    |                          | 34463989 | BW   |
| 52° 2′ 9″ N, 9° 57′ 12″ O           | Empfangsgebäude | Bahnhof Almstedt-Segeste | 34464370 | BW   |

## Sellenstedt

### Gruppe: Kirche, Kirchplatz 6
Die Gruppe „Kirche, Kirchplatz 6“ hat die ID 34454645.

| Lage                                   | Bezeichnung | Beschreibung | ID       | Bild |
| -------------------------------------- | ----------- | ------------ | -------- | ---- |
| Kirchplatz 6 52° 0′ 51″ N, 9° 56′ 3″ O | Kirche      |              | 34460641 |      |

### Gruppe: Wohnhaus, Wohnwirtschaftsgebäude, Küchengarten 19, 21
Die Gruppe „Wohnhaus, Wohnwirtschaftsgebäude, Küchengarten 19, 21“ hat die ID 34454660.

| Lage                                       | Bezeichnung              | Beschreibung | ID       | Bild |
| ------------------------------------------ | ------------------------ | ------------ | -------- | ---- |
| Küchengarten 21 52° 0′ 49″ N, 9° 56′ 18″ O | Wohn-/Wirtschaftsgebäude |              | 34460760 | BW   |
| Küchengarten 19 52° 0′ 49″ N, 9° 56′ 17″ O | Wohnhaus                 |              | 34460738 | BW   |

## Westfeld

### Gruppe: Hofanlage, Schmiedestraße 2
Die Gruppe „Hofanlage, Schmiedestraße 2“ hat die ID 34459000.

| Lage                                        | Bezeichnung              | Beschreibung | ID       | Bild |
| ------------------------------------------- | ------------------------ | ------------ | -------- | ---- |
| Schmiedestraße 2 52° 2′ 27″ N, 9° 54′ 56″ O | Wohnhaus                 |              | 34542630 | BW   |
| Schmiedestraße 2 52° 2′ 26″ N, 9° 54′ 57″ O | Wirtschaftsgebäude/Stall |              | 34542652 | BW   |
| Schmiedestraße 2 52° 2′ 27″ N, 9° 54′ 58″ O | Scheune                  |              | 34542674 | BW   |

## Westfeld

### Gruppe: Katholische Kirche, Pfarrhaus
Die Gruppe „Kath. Kirche, Pfarrhs. eh., Hauptstr.“ hat die ID 34458986.

| Lage                                     | Bezeichnung | Beschreibung | ID       | Bild |
| ---------------------------------------- | ----------- | ------------ | -------- | ---- |
| Hauptstraße 6 52° 2′ 32″ N, 9° 54′ 41″ O | Kirche      |              | 34541530 | BW   |
| Hauptstraße 6 52° 2′ 31″ N, 9° 54′ 43″ O | Pfarrhaus   |              | 34541553 | BW   |

### Einzelbaudenkmal
| Lage                                  | Bezeichnung | Beschreibung | ID      | Bild |
| ------------------------------------- | ----------- | ------------ | ------- | ---- |
| Mitteldorf 52° 2′ 29″ N, 9° 54′ 56″ O | Kapelle     |              | 4541596 | BW   |

## Wrisbergholzen

### Gruppe: Gutsanlage, Schlossanlage, Platz 2, 4a–c
Die Gruppe „Gutsanlage, Schlossanlage, Platz 2, 4a–c“ hat die ID 34459029.

| Lage                                         | Bezeichnung              | Beschreibung                                    | ID       | Bild           |
| -------------------------------------------- | ------------------------ | ----------------------------------------------- | -------- | -------------- |
| Platz 4 52° 1′ 45″ N, 9° 54′ 52″ O           | Schloss                  | Schloss Wrisbergholzen                          | 34541851 | Weitere Bilder |
| Platz 4 52° 1′ 47″ N, 9° 54′ 50″ O           | Graft                    |                                                 | 34541980 | BW             |
| Platz 4 52° 1′ 46″ N, 9° 54′ 49″ O           | Stall                    | Es ist der Pferdestall mit Remise und Schmiede. | 34541904 | BW             |
| Platz 4 52° 1′ 46″ N, 9° 54′ 48″ O           | Pferdestall              |                                                 | 34541747 | BW             |
| Platz 4 52° 1′ 45″ N, 9° 54′ 47″ O           | Wohn-/Wirtschaftsgebäude |                                                 | 34541774 | BW             |
| Park 4 52° 1′ 42″ N, 9° 54′ 48″ O            | Park                     | Alter Schlosspark Wrisbergholzen                | 34541954 | Weitere Bilder |
| Platz 4 52° 1′ 43″ N, 9° 54′ 49″ O           | Stall                    |                                                 | 34541879 | BW             |
| Platz 4 52° 1′ 43″ N, 9° 54′ 50″ O           | Scheune                  |                                                 | 34541427 | BW             |
| Platz 2 52° 1′ 41″ N, 9° 54′ 48″ O           | Wohnhaus                 |                                                 | 34541401 |                |
| Platz 2 52° 1′ 42″ N, 9° 54′ 49″ O           | Remise                   |                                                 | 34542406 | BW             |
| Platz 4 52° 1′ 48″ N, 9° 54′ 51″ O           | Orangerie                | Orangerie von Schloss Wrisbergholzen            | 34541822 |                |
| Am Schlosspark 9 52° 1′ 49″ N, 9° 54′ 49″ O  | Fachwerkgebäude          | Ehemalige Fayence-Manufaktur Wrisbergholzen     | 34542145 | Weitere Bilder |
| Poststraße 52° 1′ 50″ N, 9° 54′ 48″ O        | Schafstall               |                                                 | 34542030 | BW             |
| Am Schlosspark 22 52° 1′ 53″ N, 9° 55′ 19″ O | Wassermühle              |                                                 | 34541932 | BW             |

### Gruppe: Wernershöhe, Stallanbau, Brunnenhaus, Scheune, Allee
Die Gruppe „Wernershöhe, Stallanbau, Brunnenhaus, Scheune, Allee“ hat die ID 34459044.

| Lage                                     | Bezeichnung | Beschreibung | ID       | Bild |
| ---------------------------------------- | ----------- | ------------ | -------- | ---- |
| Wernershöhe 1 52° 1′ 25″ N, 9° 53′ 41″ O | Wohnhaus    |              | 34541454 | BW   |
| Wernershöhe 1 52° 1′ 25″ N, 9° 53′ 41″ O | Brunnenhaus |              | 34541480 | BW   |
| Wernershöhe 1 52° 1′ 26″ N, 9° 53′ 41″ O | Scheune     |              | 34541505 | BW   |
| Wernershöhe 1 52° 1′ 29″ N, 9° 53′ 56″ O | Allee       |              | 34542382 | BW   |

### Gruppe: Pfarrkirche, Gedenkstätte, Am Schlosspark 4
Die Gruppe „Pfarrkirche, Gedenkstätte, Am Schlosspark 4“ hat die ID 34459014.

| Lage                                        | Bezeichnung    | Beschreibung | ID       | Bild |
| ------------------------------------------- | -------------- | ------------ | -------- | ---- |
| Am Schlosspark 4 52° 1′ 44″ N, 9° 54′ 43″ O | Kirche         |              | 34542075 |      |
| Am Schlosspark 4 52° 1′ 44″ N, 9° 54′ 45″ O | Kirchplatz     |              | 34542099 | BW   |
| Am Schlosspark 4 52° 1′ 44″ N, 9° 54′ 43″ O | Kriegerdenkmal | 1914/1918    | 34542122 |      |
| Am Schlosspark 4 52° 1′ 44″ N, 9° 54′ 43″ O | Grabstelle     |              | 34542580 |      |

### Gruppe: Wrisbergholzen/Poststr. 18–22
Die Gruppe „Wrisbergholzen/Poststr. 18-22“ hat die ID 34457687.

| Lage                                     | Bezeichnung  | Beschreibung | ID       | Bild |
| ---------------------------------------- | ------------ | ------------ | -------- | ---- |
| Poststraße 18 52° 1′ 43″ N, 9° 54′ 39″ O | Wohnhaus     |              | 34542003 |      |
| Poststraße 18 52° 1′ 44″ N, 9° 54′ 38″ O | Seitenflügel |              | 34542456 | BW   |
| Poststraße 18 52° 1′ 43″ N, 9° 54′ 38″ O | Nebengebäude |              | 34542258 | BW   |
| Poststraße 20 52° 1′ 43″ N, 9° 54′ 39″ O | Wohnhaus     |              | 34542214 |      |
| Poststraße 22 52° 1′ 43″ N, 9° 54′ 39″ O | Wohnhaus     |              | 34542236 |      |

### Einzeldenkmale
| Lage                                          | Bezeichnung | Beschreibung | ID       | Bild |
| --------------------------------------------- | ----------- | ------------ | -------- | ---- |
| Kirchkamp 20 52° 1′ 40″ N, 9° 54′ 25″ O       | Spital      |              | 34541660 | BW   |
| Vordere Landwehr 2 52° 1′ 47″ N, 9° 54′ 38″ O | Wohnhaus    |              | 34542194 | BW   |
| Moppenstraße 28 52° 1′ 39″ N, 9° 54′ 49″ O    | Wohnhaus    |              | 34541703 | BW   |
| Am Schlosspark 3 52° 1′ 47″ N, 9° 54′ 44″ O   | Pfarrhaus   |              | 34542055 |      |